# Spargania miniata
Spargania miniata là một loài bướm đêm trong họ Geometridae.